# Mercury Bobcat
Mercury Bobcat — субкомпактный автомобиль, продававшийся подразделением Mercury компании Ford с 1974 года в Канаде и с 1975 по 1980 год в США. Являлся ребеджинговым вариантом Ford Pinto.

## История
Дилеры Lincoln и Mercury продавали Mercury Bobcat с 1974 года в Канаде. По сравнению с Ford Pinto, Mercury Bobcat выпускался во всех одинаковых стилях кузова и отличался уникальной решёткой радиатора в виде гофры из-под яиц и хромированными рамками фар. Сзади были установлены модифицированные задние фонари двойной ширины.
В 1975 году Mercury Bobcat появился на рынке США и изначально продавался в кузовах хетчбэк (Runabout) и универсал (Villager). В последующие модельные годы предлагались версии с меньшей отделкой. Для рынка США Mercury Bobcat никогда не предлагался в кузове седан.
В 1979 году Mercury Bobcat прошёл рестайлинг. Передняя часть стала скошенной: с прямоугольными фарами и внутренними вертикальными габаритными огнями, но отличающемуся большой вертикальной решёткой радиатора. За исключением универсалов, были пересмотрены задние фонари. Базовая комбинация приборов получила новый прямоугольный дизайн с изменённой панелью приборов.
В 1980 году Mercury Bobcat был снят с производства. Всего было выпущено 224026 экземпляров.

## Галерея

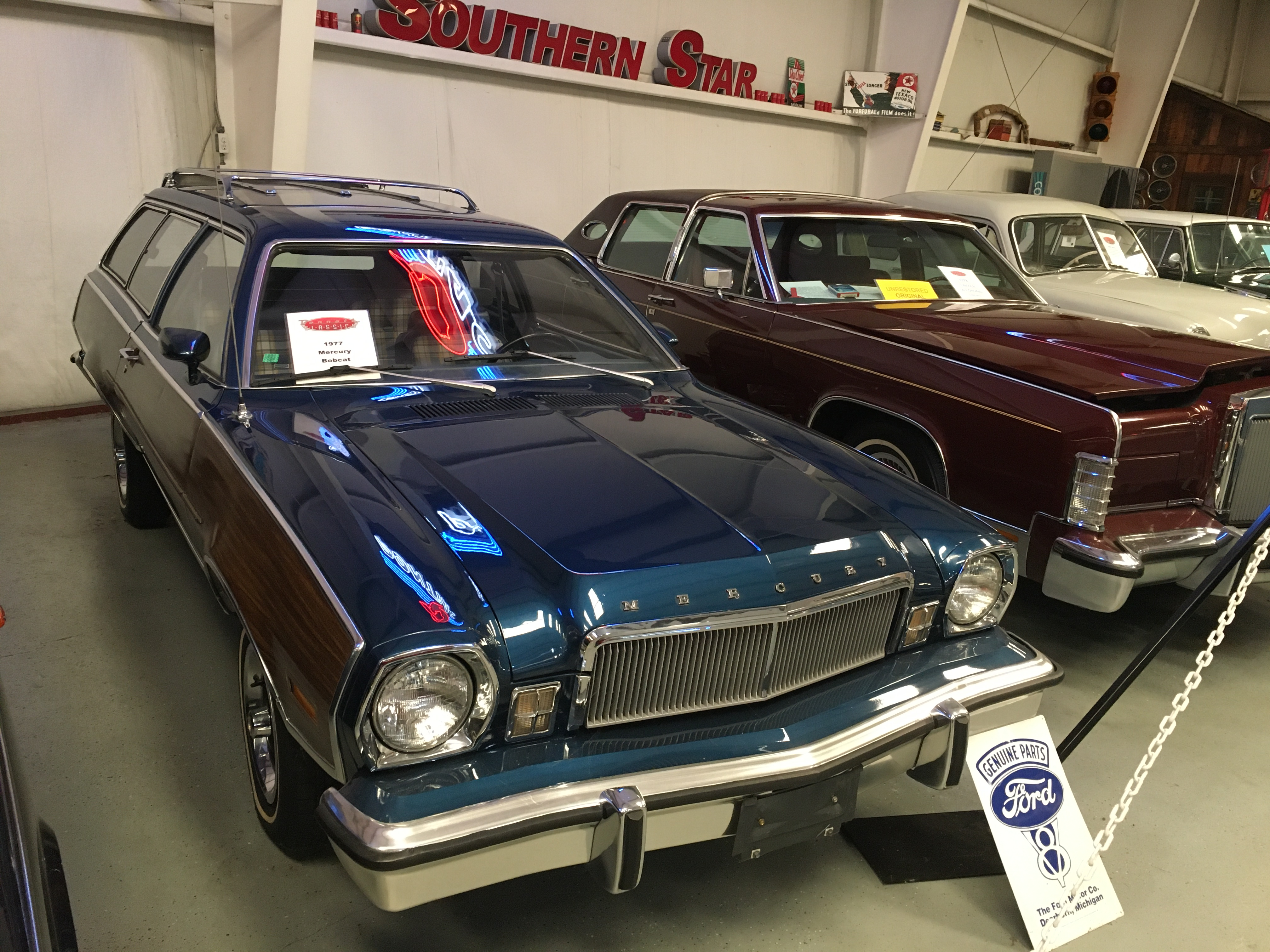
1977 Mercury Bobcat
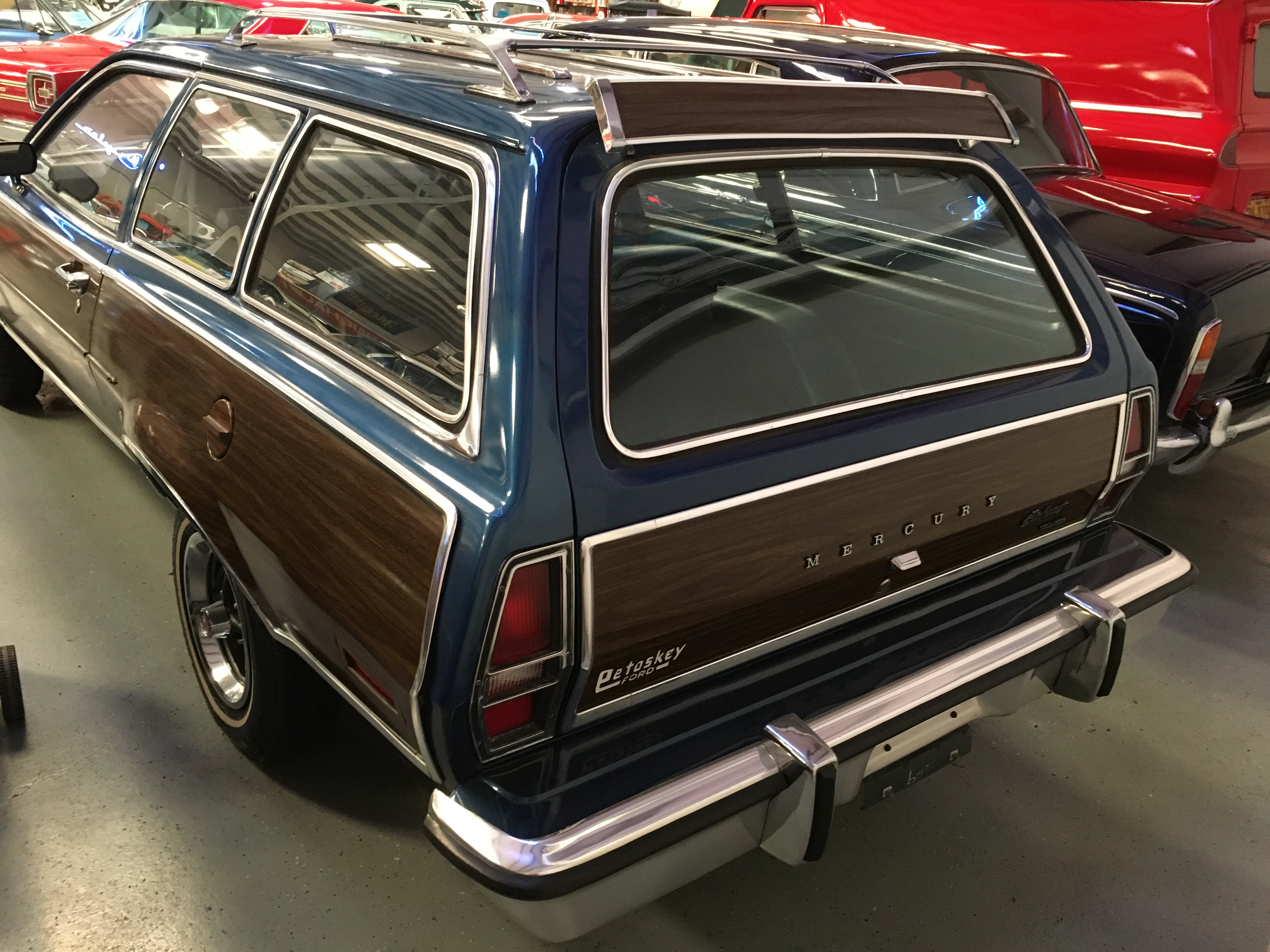
Вид сзади
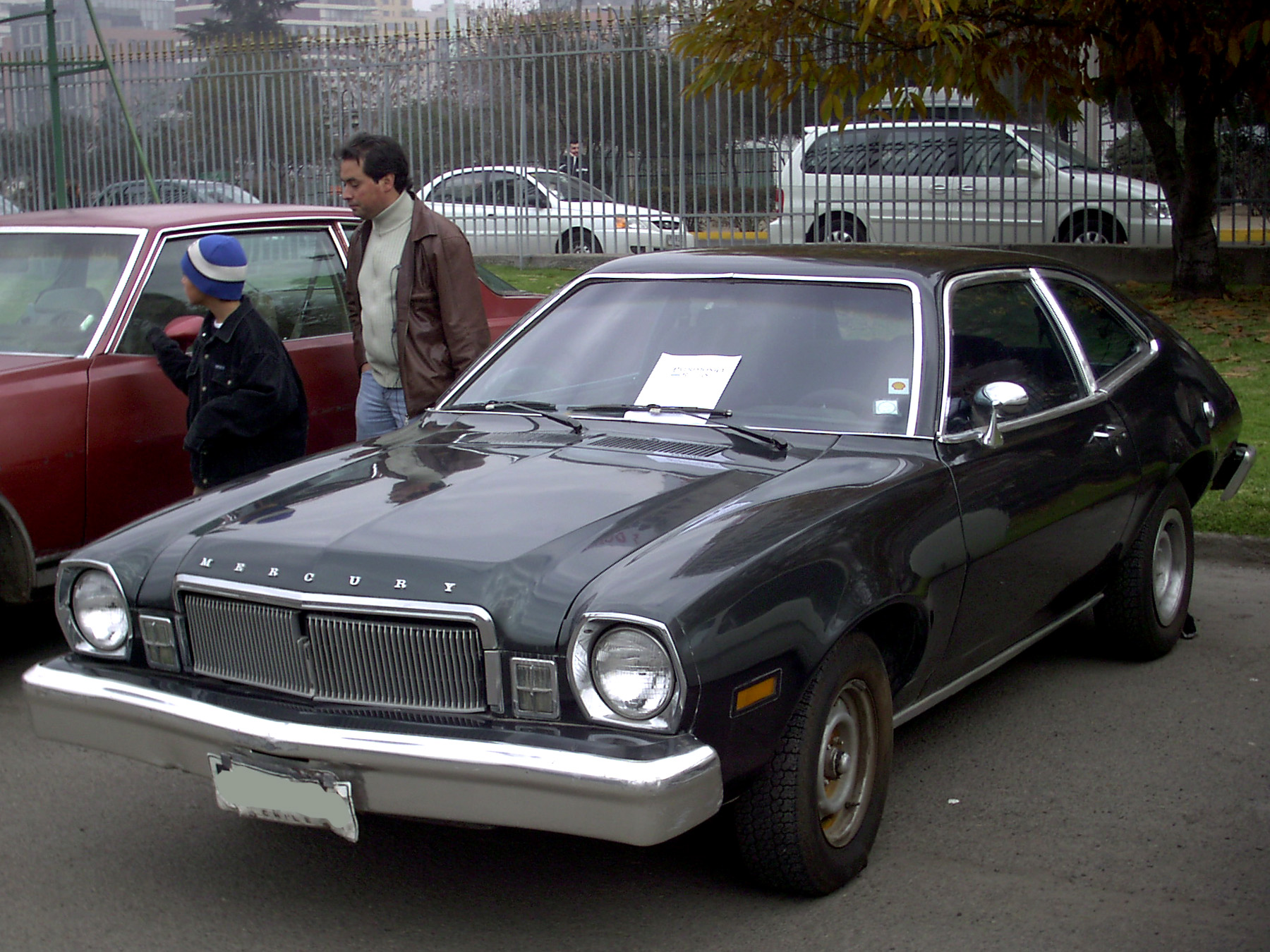
1975—1978 Mercury Bobcat Runabout
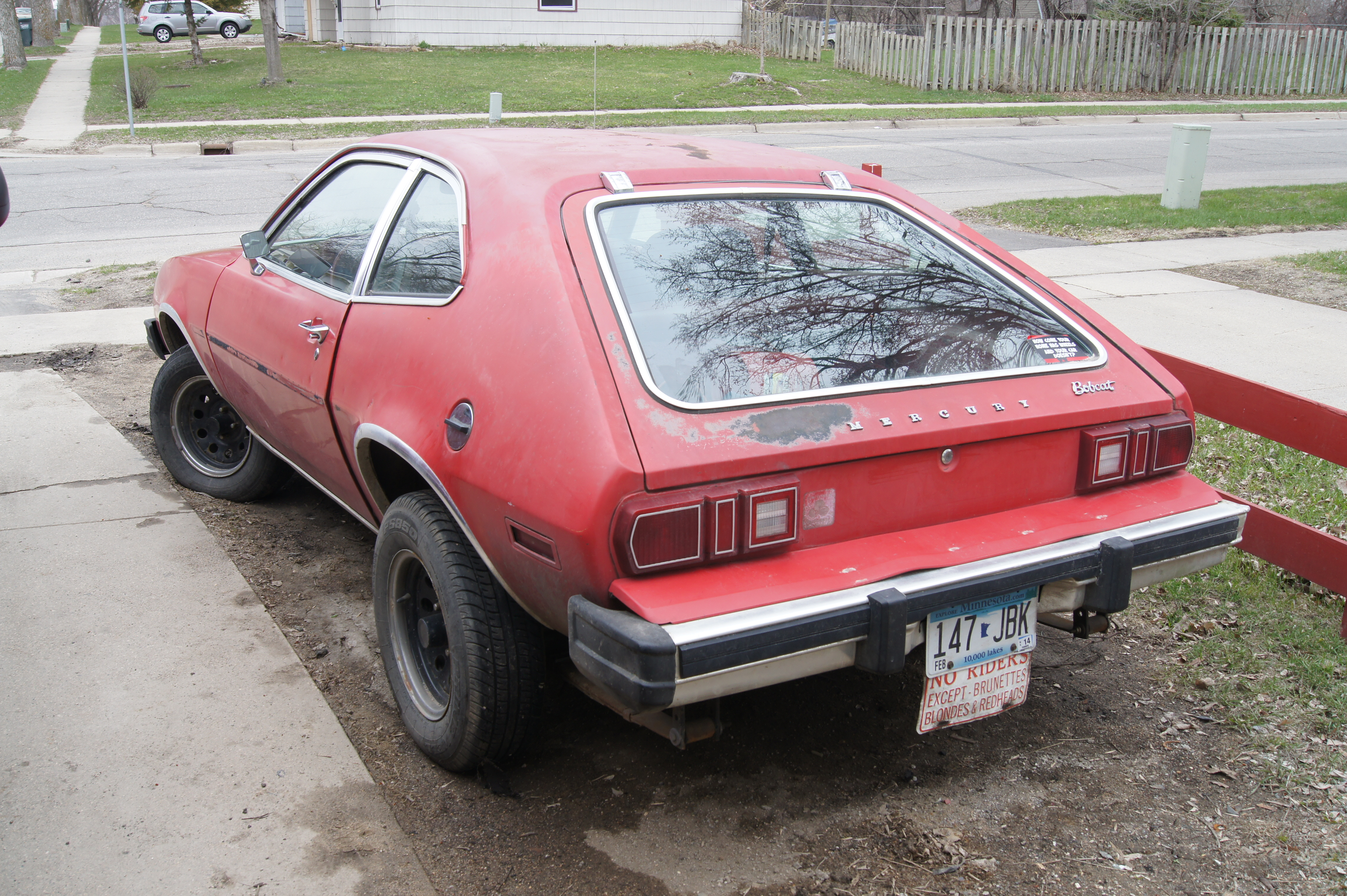
1980 Mercury Bobcat